# Новогоспитальная улица
Новогоспитальная улица — улица в Печерском районе города Киева, местность Черепанова гора. Пролегает от бульвара Леси Украинки до улиц Евгения Коновальца и Михаила Заднепровского. 

## История
Во 2-й половине XIX века возник Прозоровский путь.
В конце 1930-х годов переименован в Новогоспитальную улицу. В начале 1960-х годов большая часть улицы присоединена к улице Щорса, а остальные получили название переулок Щорса в честь советского военного деятеля времен гражданской войны Николая Щорса. 
Историческое название улицы восстановлено в 2015 году.

## Застройка
К улице относятся только два дома — №5 (кирпичная девятиэтажная «хрущевка») и №5-А («чешка с эркером», серия 12У), построенные в 1970-х годах.